# Rhizotrochus flabelliformis
Rhizotrochus flabelliformis är en korallart som beskrevs av Stephen D. Cairns 1989. Rhizotrochus flabelliformis ingår i släktet Rhizotrochus och familjen Flabellidae. Inga underarter finns listade i Catalogue of Life.